# Wilków (województwo łódzkie)
Wilków – wieś w Polsce położona w województwie łódzkim, w powiecie poddębickim, w gminie Dalików.
W latach 1975–1998 miejscowość należała administracyjnie do województwa sieradzkiego.
W Wilkowie urodził się Leonard Jaczewski – geolog, geograf, geofizyk, inżynier górniczy, podróżnik i badacz Syberii.